# Pavilon L
Pavilon L (do 80. let 20. století označován jako K1) byla jedna z výstavních budov brněnského výstaviště.

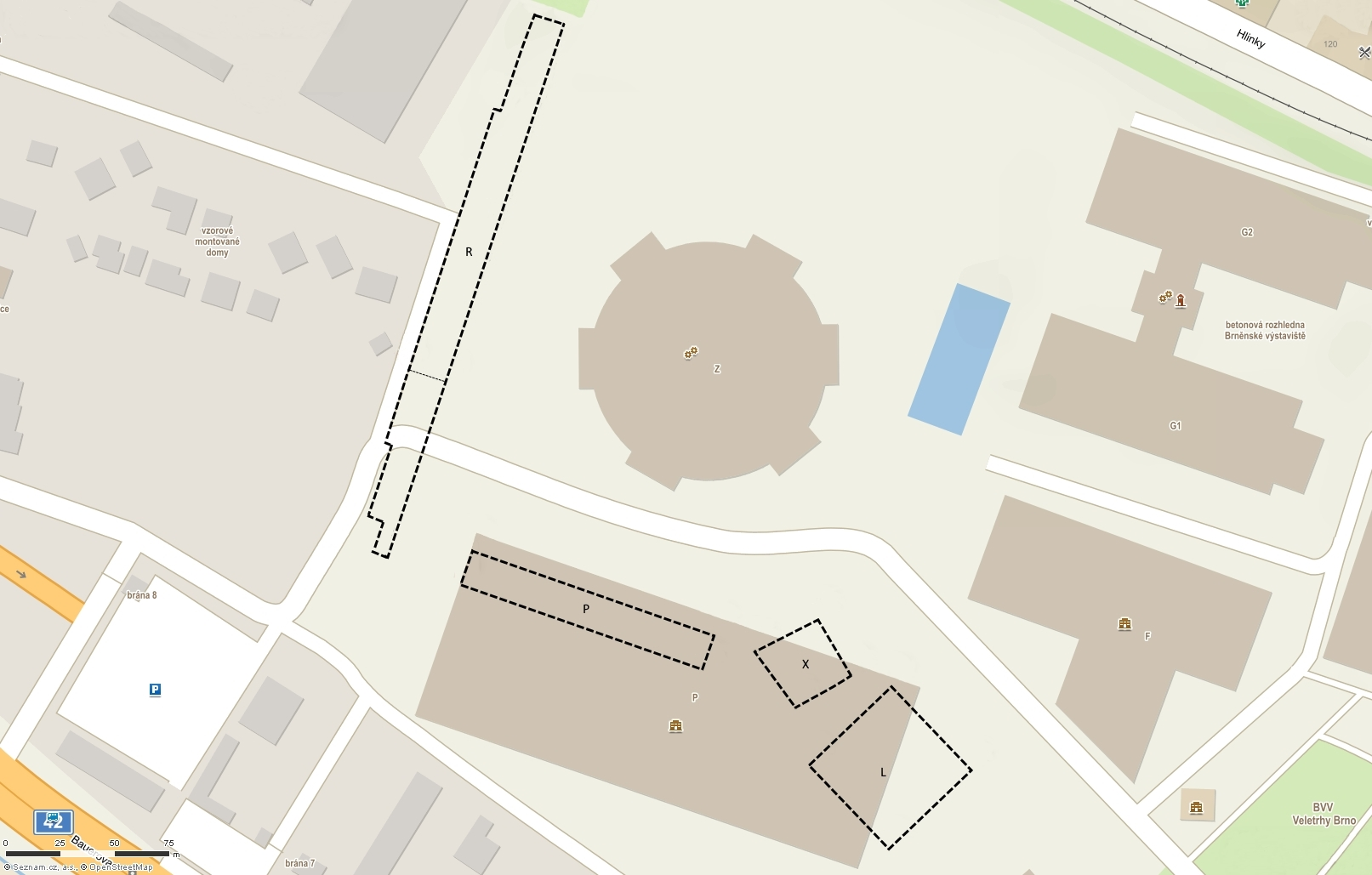
Přibližná poloha zbouraných pavilonů v západní části výstaviště

Budova lehké ocelové konstrukce, kterou mezi 4. bránou a pavilonem Z postavil roku 1961 stavitel Zdeněk Musil podle návrhu architekta Josefa Luce, měla čtvercový půdorys o ploše 2300 m², galerii a pod laminátovou střechou pás oken. Výstavní prostor byl 5,5 m vysoký. Ve své konstrukci kombinovala ocelové sloupy a prostorové příhradové desky pokryté plechem. Podlaha byla betonová. Do budovy vedlo sedm vchodů. Od počátku se jednalo o provizorní stavbu určenou pro konání výstav pouze v jarních a letních měsících, a proto měla zpočátku po obvodu konstrukce jen stanové plátno. Později byl pavilon sice obestavěn zdivem, ovšem přesto byl nadále považován jen za dočasný. Stavba byla zbourána v roce 2008.